# Курчум-Норья
Курчум-Норья (удм. Курчум) — деревня в Малопургинском районе Удмуртии. Находится в 45 километрах от столицы Удмуртской Республики города Ижевска и в пяти километрах от районного центра — села Малая Пурга (Пичи Пурга).
Курчум-Норья относится к Малопургинскому сельсовету.
Деревня расположена на берегу реки Курчумки, которая впадает в реку Постолку. На южной и западной стороне расположены поля. К северу и востоку тянутся смешанные леса, принадлежащие Яганскому лесхозу.
B деревню ведут 4 дороги, одна из них (с 1984 года) асфальтированная. Основу населения составляют удмурты. Инфраструктура деревни: неполная средняя школа (с 2006 года сюда же переехали детский сад и медпункт), клуб и библиотека, магазин.
Улиц всего четыре: Пор ульча, Горшок, Нарад, Ваннапал (это их неофициальные названия) и один проулок Кур куян. Сейчас начато строительство новой улицы. Она находится на краю деревни около места, которое называется Луд бакча.
За рекой Постолкой в конце 30-х годов был основан рабочий посёлок Курчумский. Здесь были лесничество, лесопилка, пекарня, магазин, медпункт и много домов барачного типа. Несколько семей из деревни переехали в посёлок, но большинство было приезжих. Теперь в нём живут одни старики, и летом наезжают дачники. Сейчас Курчумский — дачный посёлок. В 2002 году до посёлка провели асфальтированную дорогу, построили железобетонный мост через реку Постолку.